# Glossosoma caudatum
Glossosoma caudatum là một loài Trichoptera trong họ Glossosomatidae. Chúng phân bố ở miền Cổ bắc.